# Manuskerkuil
De manuskerkuil (Tyto manusi) is een endemische soort uit de familie van kerkuilen die (voorlopig) alleen werd waargenomen op het eiland Manus (behorende tot de Admiraliteitseilanden, Bismarck-archipel, Papoea-Nieuw-Guinea). De soort werd in 1914 door Lionel Walter Rothschild & Ernst Hartert als aparte soort beschreven, maar wordt ook beschouwd als een ondersoort van Tyto novaehollandiae.
Het dier is enkel bekend van twee balgen van uilen die werden gevonden op het eiland Manus; verder speurwerk heeft voorlopig géén nieuwe waarnemingen opgeleverd. Ook meldingen van plaatselijke bewoners zijn zeer schaars, zodat voorzichtige ramingen de totale populatie schatten op minder dan 1000 volwassen exemplaren.

## Status als kwetsbare vogelsoort
In 1987 was het eiland nog voor ca. 80% bedekt met primair regenwoud. Dankzij houtkapconcessies wordt aan deze situatie een hoog tempo een eind gemaakt. De manuskerkuil is waarschijnlijk sterk gebonden aan regenwoud en daarom kwetsbaar bij verlies aan leefgebied en heeft daarom vòòr 2016 als zodanig op de Rode Lijst van de IUCN gestaan. BirdLife International beschouwt de soort nu als ondersoort.